# Irurtzun
Izurtzun (oficialment en basc, en castellà Irurzun) és un municipi de Navarra, a la comarca de Sakana, dins la merindad de Pamplona. Limita al nord amb Latasa i Aginaga, al sud amb Izurdiaga, a l'est amb Aizkorbe i a l'oest amb Etxeberri.

## Demografia
| 1897 | 1900 | 1920 | 1930 | 1950 | 1960 | 1970 | 1975  | 1981  | 1991  | 2003  | 2006  |
| ---- | ---- | ---- | ---- | ---- | ---- | ---- | ----- | ----- | ----- | ----- | ----- |
| 1298 | 1196 | 1200 | 1245 | 889  | 1588 | 1884 | 1.922 | 1.996 | 2.000 | 2.001 | 2.244 |

## Història
En 1512 va tenir lloc la batalla de Irurtzun entre roncalesos, defensors del Regne de Navarra, i castellans dirigits per Fadrique Álvarez de Toledo, Duc d'Alba, amb victòria per al Regne de Castella. Durant la Guerra de la Convenció contra França, els francesos van envair Irurtzun per un dia, el 26 de novembre de 1794, tornant i conquistant el poble el 6 de juliol del següent any. Irurtzun ha tingut un fort desenvolupament industrial a partir de la dècada dels 60 a causa de ser un nus de comunicacions entre Vitòria, Pamplona i Sant Sebastià.